# Gauliga Niedersachsen 1940/41
Die Gauliga Niedersachsen 1940/41 war die achte Spielzeit der Gauliga Niedersachsen des Deutschen Fußball-Bundes. Die Gauliga Niedersachsen wurde in dieser Saison erneut in zwei Gruppen zu je sechs Mannschaften eingeteilt. Die Sieger beider Gruppen trafen dann in zwei Finalspielen aufeinander. Bei diesen setzte sich Hannover 96 durch und wurde somit zum dritten Mal niedersächsischer Gaumeister. Hannover qualifizierten sich dadurch für die deutsche Fußballmeisterschaft 1940/41, bei der sie in einer Gruppe mit dem Schalke 04 und Borussia Fulda den zweiten Platz erreichten, welcher jedoch nicht zum Weiterkommen genügte.

## Gruppe Nord
| Pl. | Verein               | Sp. | S | U | N | Tore    | Quote | Punkte |
| --- | -------------------- | --- | - | - | - | ------- | ----- | ------ |
| 1.  | VfL Osnabrück (M)    | 10  | 8 | 1 | 1 | 025:120 | 2,08  | 17:30  |
| 2.  | SV Werder Bremen     | 10  | 5 | 2 | 3 | 031:150 | 2,07  | 12:80  |
| 3.  | SpVgg Wilhelmshaven  | 10  | 5 | 1 | 4 | 034:230 | 1,48  | 11:90  |
| 4.  | Schinkel 04          | 10  | 4 | 2 | 4 | 024:250 | 0,96  | 10:10  |
| 5.  | ASV Blumenthal       | 10  | 2 | 2 | 6 | 018:310 | 0,58  | 06:14  |
| 6.  | TuRa Gröpelingen (N) | 10  | 2 | 0 | 8 | 020:460 | 0,43  | 04:16  |

| (M) | Titelverteidiger               |
| (N) | Aufsteiger aus der Bezirksliga |

## Gruppe Süd
| Pl. | Verein                 | Sp. | S | U | N | Tore    | Quote | Punkte |
| --- | ---------------------- | --- | - | - | - | ------- | ----- | ------ |
| 1.  | Hannover 96            | 10  | 9 | 0 | 1 | 048:130 | 3,69  | 18:20  |
| 2.  | Eintracht Braunschweig | 10  | 8 | 1 | 1 | 048:120 | 4,00  | 17:30  |
| 3.  | SV Arminia Hannover    | 10  | 5 | 0 | 5 | 021:310 | 0,68  | 10:10  |
| 4.  | SV Linden 07           | 10  | 4 | 1 | 5 | 034:320 | 1,06  | 09:11  |
| 5.  | 1. SC Göttingen 05 (N) | 10  | 2 | 0 | 8 | 014:420 | 0,33  | 04:16  |
| 6.  | Hildesheimer SV 07     | 10  | 1 | 0 | 9 | 023:580 | 0,40  | 02:18  |

| (N) | Aufsteiger aus der Bezirksliga |

## Finalspiele Gaumeisterschaft
|                                    | Gesamt |                                 | Hinspiel | Rückspiel |
| ---------------------------------- | ------ | ------------------------------- | -------- | --------- |
| VfL Osnabrück (Sieger Gruppe Nord) | 2:4    | Hannover 96 (Sieger Gruppe Süd) | 1:1      | 1:3       |

## Aufstiegsrunde

### Gruppe Nord
| Platz | Verein                                        | Spiele | Tore  | Quote | Punkte |
| ----- | --------------------------------------------- | ------ | ----- | ----- | ------ |
| 1.    | TSV Osnabrück (Sieger 1. Klasse Osnabrück)    | 4      | 21:40 | 5,25  | 7:1    |
| 2.    | Bremer SV (Sieger 1. Klasse Bremen)           | 4      | 13:80 | 1,63  | 5:3    |
| 3.    | Germania Walsrode (Sieger 1. Klasse Lüneburg) | 4      | 04:26 | 0,15  | 0:8    |

### Gruppe Süd
| Platz | Verein                                             | Spiele | Tore  | Quote | Punkte |
| ----- | -------------------------------------------------- | ------ | ----- | ----- | ------ |
| 1.    | LSV Wolfenbüttel (Sieger 1. Klasse Braunschweig)   | 4      | 11:30 | 3,67  | 8:0    |
| 2.    | RSG Eintracht Hannover (Sieger 1. Klasse Hannover) | 4      | 10:14 | 0,71  | 4:4    |
| 3.    | LSV Göttingen (Sieger 1. Klasse Göttingen)         | 4      | 03:70 | 0,43  | 0:8    |